# St. Kornelius (Brandscheid)

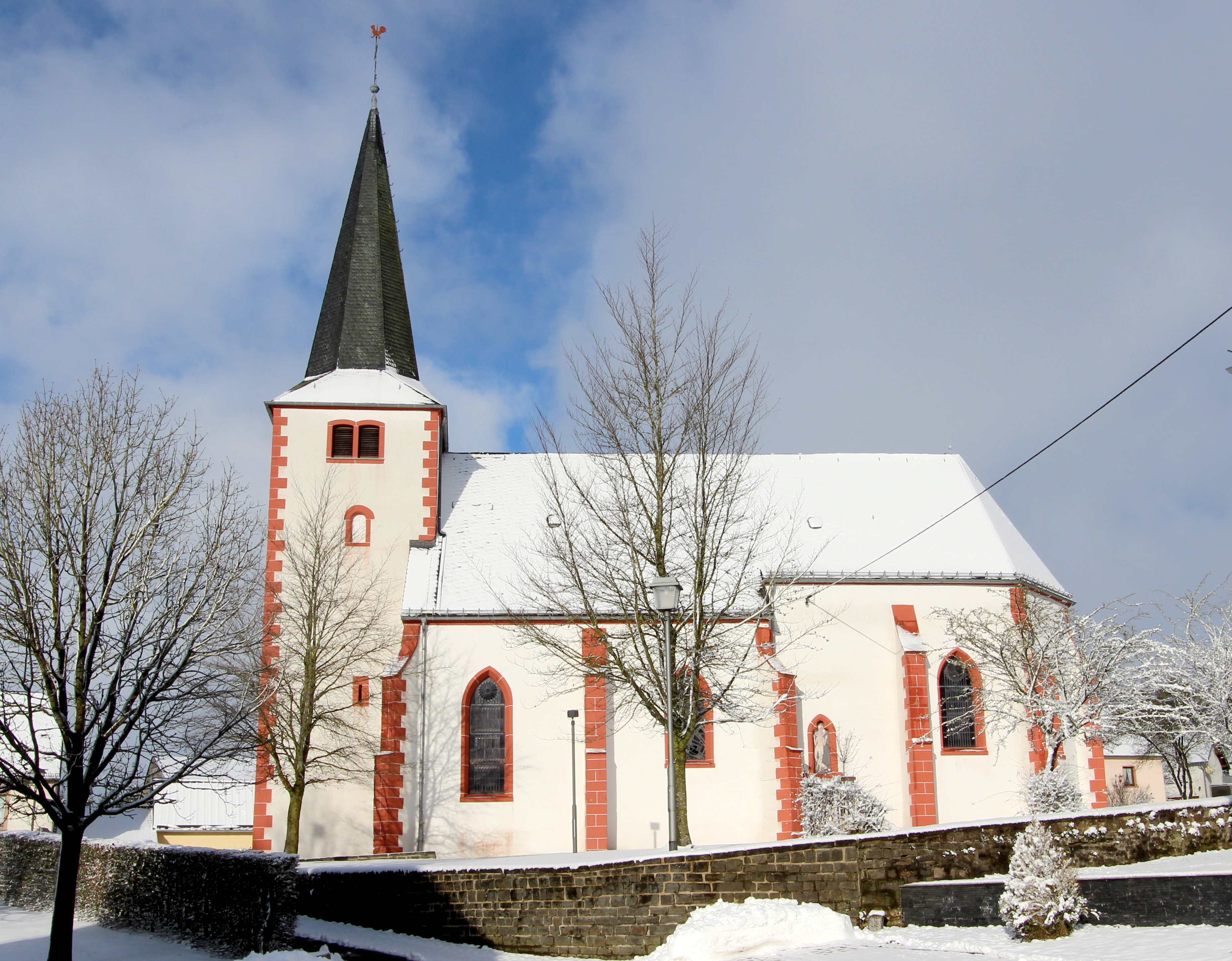
St. Kornelius (Brandscheid)

Die Kirche St. Kornelius (auch St. Cornelius) ist die römisch-katholische Pfarrkirche von Brandscheid im Eifelkreis Bitburg-Prüm in Rheinland-Pfalz. Die Pfarrei St. Kornelius gehört in der Pfarreiengemeinschaft Bleialf zum Dekanat St. Willibrord Westeifel im Bistum Trier.

## Geschichte
Die um 1500 errichtete spätgotische Kirche wurde am 13. September 1944 bis auf die Grundmauern zerstört und ab 1949 ohne Gewölbe und Chorbogen wiederaufgebaut, so dass sie seit ihrer Einweihung im Dezember 1950 von außen dem früheren Zustand entspricht. Charakteristisch sind die einmal gestuften Strebepfeiler und die Spitzbogenfenster an Schiff und Chor. Im September 1953 wurde auch der 29,5 Meter hohe Turm fertiggestellt.